# Massimo Fabbrizi
Massimo Fabbrizi (n. 27 august 1977, San Benedetto del Tronto, Marche, Italia) este un trăgător de tir ce a reprezentat Italia, medaliat olimpic. A participat la 2 ediții ale Jocurilor Olimpice (2012, 2016) în care a câștigat o medalie de argint.